# 隼 (隼型水雷艇)
|          |                                                                               |
| 艦歴     |                                                                               |
| 計画     | 明治29年度計画                                                                |
| 起工     | 1899年3月15日                                                                 |
| 進水     | 1899年12月19日                                                                |
| 就役     | 1900年4月19日                                                                 |
| 除籍     | 1919年4月1日                                                                  |
| その後   | 1919年4月1日雑役船編入、曳船兼交通船指定、隼丸と改称 1920年7月1日、隼に再改称 |
| 廃船     | 1922年9月14日                                                                 |
| 性能諸元 |                                                                               |
| 排水量   | 常備：152トン                                                                 |
| 全長     | 垂線間長：45.00m (147ft 7in 11/16)                                            |
| 全幅     | 4.91m (16ft 1in 7/16)                                                         |
| 吃水     | 1.45m (4ft 9in 3/32)                                                          |
| 機関     | ノルマン式缶2基 直立式3気筒3段膨張レシプロ2基 2軸 4,200馬力                   |
| 速力     | 28.5ノット                                                                    |
| 航続距離 | 10ノットで2,000海里                                                           |
| 燃料     | 石炭：28.5トン（満載）                                                        |
| 乗員     | 30名                                                                          |
| 兵装     | 4.7cm保式単装軽速射砲3基（推定） 45cm水上旋回式発射管3基                      |

隼（はやふさ、はやぶさ）は、日本海軍の水雷艇で、隼型水雷艇の1番艇である。同名艇に鴻型水雷艇の「隼」があるため、こちらは「隼 (初代)」や「隼I」などと表記される。

## 艦歴
発注時の艇名は第一号百二十噸水雷艇。1898年（明治31年）3月16日、隼と命名。同年3月21日、「軍艦及水雷艇類別等級」が定められ、水雷艇に編入され一等に類別。1899年（明治32年）3月15日、フランス、ノルマン社で起工し、同年12月19日に進水。呉海軍造船廠で組み立てられ、1900年（明治33年）4月19日に竣工。同年6月22日、新たに「軍艦及水雷艇類別等級」が定められ、水雷艇の等級一等となる。
日露戦争では旅順口攻撃や、日本海海戦では第十四艇隊に所属して夜戦に参加した。
1919年（大正8年）4月1日に除籍され、同日、雑役船に編入となり隼丸と改称し、曳船兼交通船に指定され佐世保海軍工廠所属となる。1920年（大正9年）7月1日、隼に再改称し、1922年（大正11年）9月14日に廃船となる。